# Mattias Sköld
Axel Mattias Sköld, född 3 april 1976 i Stockholm, är en svensk tonsättare och live-elektronikmusiker.

## Biografi
Mattias Sköld har studerat komposition på Gotlands Tonsättarskola i Visby, för bland andra Sven-David Sandström, Per Mårtensson och Henrik Strindberg samt på Kungliga Musikhögskolan i Stockholm för bland andra Pär Lindgren och Bill Brunson där han avslutade sina diplomstudier 2007.
Mattias Sköld undervisar i elektroakustisk komposition på Kungliga Musikhögskolan i Stockholm, är en av lärarna på kursen i datormusik på Kungliga Tekniska Högskolan i Stockholm och har även undervisat på Elektronmusikstudion (EMS). Han sitter som lärarrepresentant i styrelsen för Kungliga Musikhögskolan, som ledamot i styrelsen för svenska sektionen av ISCM (International Society for Contemporary Music) och har varit aktiv i Fylkingen - en förening för experimentell konst - bland annat som dess ordförande åren 2010-2011. Han har även arbetat för samarbeten inom jazz och klassisk musik.
Mattias Sköld skriver vokal-, instrumental-, elektronisk och akustisk musik. Många av hans verk har bibliska teman.

## Verk i urval

### Orkester
- 2011 – Christmas Oratorio - sopran, kör, kammarorkester och sampler
- 2008 – Counterpoint - slagverk, harpa och stråkorkester
- 2007 – Requiem - sopran, kör, stråkar och synthesizer
- 2006 – Tian Shang de Fu - countertenor, orkester och elektronik
- 2005 – PRCSSN - solo slagverk och orkester

### Kör
- 2012 – A Thousand Suns
- 2012 – The Hornet
- 2012 – Blue Willow, Yellow Amber, Black Elder - tre korta verk
- 2008 – Tre årstider
- 2007 – Requiem - sopran, kör, stråkar och synthesizer
- 2007 – Agnus Dei
- 2004 – Ascent
- 2003 – Ai
- 2002 – We Know Not Where The Dragons Fly

### Elektronmusik
- 2010 – Alpha - femkanalig svit i sju satser
- 2009 – Pond - fem wiimotespelare, fyra högtalare och videoprojektion
- 2008 – Taroom - cd med electronica
- 2007 – Rjv - fem kanaler
- 2007 – Lux - fem kanaler
- 2004 – The Third Element - fyra kanaler
- 2000 – Matrix - fyra kanaler

### Kammarmusik
- 2012 – Instructions for three performers - slagverk, ljudobjekt stråkinstrument och elektronik
- 2011 – H / B - blockflöjt, piano, slagverk och dator
- 2011 – Sand - slagverk och illusionist
- 2009 – Far North - altsaxofon, barytonsaxofon, elektronik och film
- 2009 – With Thy Saints Surrounded - sopransaxofon och kyrkorgel
- 2009 – A Perilous Night - flöjt och slagverk
- 2008 – Flee as a Bird to Your Mountain - theremin och slagverk
- 2008 – Sanctus - sopran och piano/orgel
- 2008 – Stretch the Bones - slagverk och dator
- 2007 – B---A--C-H - altflöjt, violin, cello och piano
- 2007 – Ups & Downs (2007) - saxofonkvartett
- 2006 – Moving in Circles - sopran och elektronik (Anna Einarsson)
- 2006 – PRCSSN - slagverk och elektronik
- 2005 – Ren Fah - elgitarrtrio och live elektronik (improvisationsstycke)
- 2005 – Descent - Ascent - kyrkorgel
- 2005 – Majikku - solo slagverk, slagverksensemble och fyrkanalig elektronik
- 2005 – Yin Se - elgitarrtrio med trekanalig klicktrack och gitarr fx
- 2004 – Descent - piano och fyrkanalig elektronik
- 2003 – I tid - slagverk och elektronik
- 2003 – Tian Shang de Fu - sopran, kammarensemble och elektronik